# Tellaro
Pour l’article homonyme, voir Villa romaine du Tellaro.
Le Tellaro, appelé Eloro pendant l'Antiquité, est un fleuve côtier du sud-est de la Sicile.
Il prend sa source sur les pentes du mont Erbesso, à l'est de Giarratana, à une altitude d'environ 840 mètres, puis passe dans la vallée délimitée par les éperons de Palazzolo Acreide. Plus de la moitié de son cours forme la frontière entre les provinces de Raguse et de Syracuse au point où il rencontre le Tellesimo, son principal affluent.
Après un voyage de 45 km, il se jette dans la mer Ionienne, au sud de Syracuse, près de Eloro ou Heloros, une ancienne colonie grecque qui a pris l'ancien nom de la rivière.

## Source
- (it) Cet article est partiellement ou en totalité issu de l’article de Wikipédia en italien intitulé « Tellaro (fiume) » (voir la liste des auteurs).